# F 12 (sommergibile)
L’F 12 è stato un sommergibile della Regia Marina.

## Storia
Una volta in servizio fu assegnato al Comando Marittimo di La Spezia.
Al comando del capitano di corvetta Tullio Bonamico, che ne aveva seguito le ultime fasi della costruzione e l'addestramento, svolse due missioni antisommergibile a meridione di Capo Carbonara.
Nel marzo 1917 fu invece destinato a Venezia.
Alle 9.15 del 13 giugno 1918, al comando del tenente di vascello Alberto Marenco di Moriondo, fu bersagliato dal tiro d'artiglieria di una torpediniera austro-ungarica a sud di Capo Promontore, ma si allontanò indenne; poco dopo lanciò un siluro da 600 metri contro un dragamine nemico, ma lo mancò. Sotto il fuoco della nave, l’F 12 s'immerse e si allontanò, rientrando in porto il 15 giugno.

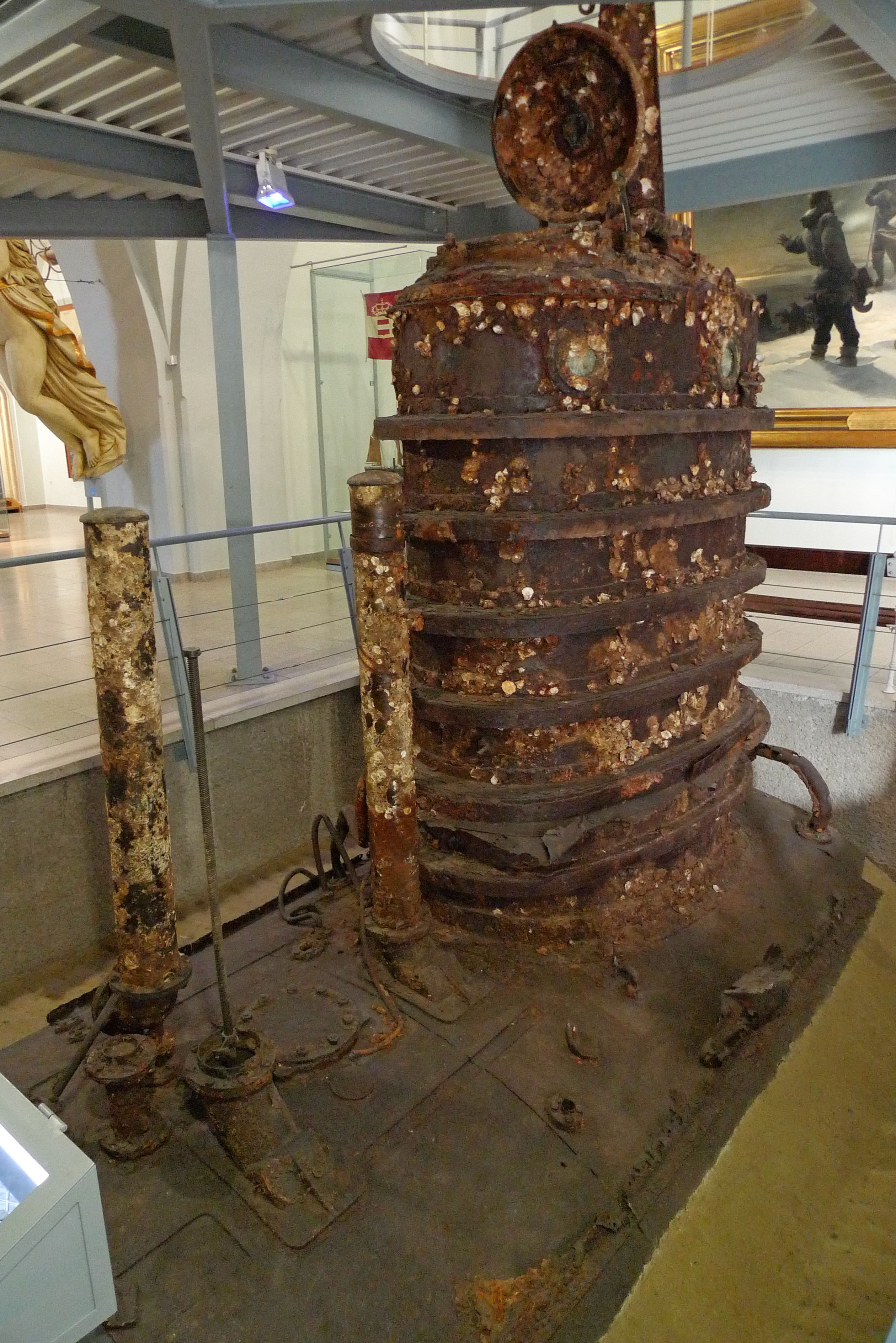
La torretta dellU 20, affondato dallF 12, esposta in museo a Vienna dopo il recupero del sommergibile

 Alle 22.43 del 4 luglio 1918, mentre si trovava al largo della foce del Tagliamento, nei pressi di Baseleghe, silurò ed affondò in posizione 45°29' N e 13°05' E, senza superstiti, il sommergibile austro-ungarico U 20. Non sono esattamente chiare le circostanze dell'azione: secondo alcune fonti l’F 12 inseguì l’U 20 prima in immersione e poi in superficie, avendo maggiore velocità, fino al siluramento, mentre secondo altre il sommergibile italiano attaccò l'U-Boot mentre quest'ultimo era intento a ricaricare le batterie.
Dal 16 al 18 luglio 1918 fu in missione nei pressi dell'isola di San Giovanni in Pelago ed attaccò, con il lancio di un siluro, un cacciatorpediniere austro-ungarico classe «Huszar», mancandolo.
Il 24 agosto fu attaccato da velivoli avversari a meridione di Capo Promontore, uscendone indenne.
Nel dopoguerra rimase in Adriatico, con base alternativamente a Pola o Venezia, prendendo parte a gare di attacco e lancio siluri.
Il 1º ottobre 1925 fu assegnato alla Divisione Sommergibili.
Posto in disarmo e radiato nel luglio 1929, fu demolito.